# Lijst van burgemeesters van Veere
Dit is een lijst van burgemeesters van de Nederlandse gemeente Veere (vroeger ook Vere) in de provincie Zeeland.
| Ambtsperiode                       | Naam burgemeester                            | Leven                                                            | Partij of stroming | Bijzonderheden | Afbeelding                                                      |
| ---------------------------------- | -------------------------------------------- | ---------------------------------------------------------------- | ------------------ | --- | --------------------------------------------------------------- |
| 1668-1680                          | Mr. Jacob Godin                              |                                                                  |                    | |                                                                 |
| 1673                               | Arnold Cunningham                            |                                                                  |                    | |                                                                 |
| ?                                  | Cornelis Kien                                | 1640-1708                                                        |                    | |                                                                 |
| 1678                               | Johan Ross                                   |                                                                  |                    | |                                                                 |
| 1722/23                            | Jacob Lambert Colve                          |                                                                  |                    | |                                                                 |
| 1740                               | Willem Gijsbert de Beaufort                  | 3 januari 1679 - 1741 of 1746                                    |                    | |                                                                 |
| 1768                               | Mr. Cornelis Godin                           |                                                                  |                    | |                                                                 |
| 18?? - 1826                        | A. Jacobs                                    |                                                                  |                    | |                                                                 |
| 1826 - 1828                        | Johan Boddaert                               |                                                                  |                    | |                                                                 |
| 1828 - 1853                        | Jan Kleinman                                 |                                                                  |                    | |                                                                 |
| 1853 - 1855                        | J.H. de Stoppelaar                           |                                                                  |                    | |                                                                 |
| 1855 - 1859                        | mr. Franciscus Bonifacius Fock               | Vlissingen, 9 september 1807 – Sint Laurens, 27 april 1875       |                    | Tevens burgemeester van Gapinge en Vrouwenpolder. In 1863 werden zijn naam en die van zijn broer en diens kinderen gewijzigd in von Brucken Fock. Oom van Gerard von Brucken Fock |                                                                 |
| 1859 - 1880                        | Jacobus Snijder                              |                                                                  |                    | |                                                                 |
| 1 januari 1881 - 1 mei 1888        | Gillis Pieter Wijnmalen                      | IJzendijke, 4 december 1851 – Amsterdam, 13 november 1918        | Liberaal           | Voordien luitenant, nadien kapitein-commissaris van Afmonstering te Amsterdam. Lid van de provinciale staten in Noord-Holland. Lid van de gemeenteraad van Amsterdam              |                                                                 |
| 1888 - 1897                        | jhr. mr. Anthonij Adriaan van Doorn          | Nieuw- en Sint Joosland, 19 juni 1854 – Haarlem 12 november 1935 |                    | |                                                                 |
| 1897 - 1 juni 1901                 | jhr. Willem Constantijn van Panhuys          |                                                                  |                    | |                                                                 |
| 29 juni 1901 - 1 oktober 1917      | jhr. Hendrik Anthony van Doorn               | Koudekerke, 1 juli 1879 – Koudekerke 7 april 19                  |                    | |                                                                 |
| 13 november 1917 - 1 november 1929 | Martinus Quirinus Buys Ballot                |                                                                  |                    | Zoon van meteoroloog Christophorus Buys Ballot. |                                                                 |
| 7 december 1929 - 1934             | H. Dronkers                                  | Middelburg, 8 april 1879 - Zaltbommel 17 januari 1945            |                    | | H. Dronkers                                                     |
| 1934 - 1941                        | Derk Huinink                                 |                                                                  | ARP                | Afgezet door de bezetter, hem werd per 1 oktober 1944 eervol ontslag verleend in 1947.                                                                                            |                                                                 |
| 1 september 1941 - mei 1944        | J.A. Martijn                                 |                                                                  |                    | Voordien secretaris der gemeente. |                                                                 |
| 1944                               | Martien Beversluis                           | Barendrecht, 28 maart 1894 – Vrouwenpolder, 18 februari 1966     | NSB                | Ontvluchtte Walcheren op 16 oktober 1944 met de burgemeesters van Middelburg, Sint Laurens, en Vlissingen                                                                         | Martien Beversluis (1932)                                       |
| 1944? - januari 1946               | S. Kodde                                     |                                                                  |                    | Waarnemend |                                                                 |
| januari 1946 - 31 oktober 1964     | jhr. Idzerd Frans (I.F.) den Beer Poortugael | Leiden, 24 oktober 1897 – Middelburg, 28 december 1977           |                    | Vanaf 1962 waarnemend. Kleinzoon van minister van Oorlog J.C.C. den Beer Poortugael.                                                                                              |                                                                 |
| 31 oktober 1964 - juni 1974        | Adrie (A.) de Kam                            | Grijpskerke, 1 augustus 1917 – Goes, 2 maart 1998                | ARP                | Tot juli 1966 waarnemend. Voordien burgemeester van Vrouwenpolder en waarnemend van Serooskerke. Nadien van burgemeester van Axel                                                 | Adrie de Kam (1967)                                             |
| juni 1974 - december 1981          | Adriaan Hack                                 | Vlissingen, 1 juli 1923 – Terneuzen, 14 juni 2000                | CHU / CDA          | Voordien burgemeester van Arnemuiden. Nadien van burgemeester van Axel. | Adriaan Hack                                                    |
| december 1982 - juli 1989          | Willemien (G.W.) van Montfrans-Hartman       | Arnhem, 31 maart 1941                                            | CDA                | Nadien burgemeester van Katwijk | Burgemeester wilhelmina van montfranshartman katwijk-1673873995 |
| juli 1989 - 31 december 1996       | Henk (A.H.) den Boon                         | Capelle aan den IJssel, 22 oktober 1948                          | CDA                | Voordien burgemeester van Middelstum. Nadien van burgemeester van Heiloo |                                                                 |
| 1 januari 1997 - 30 september 2005 | Adrie (A.C.) de Bruijn                       | 1947                                                             | CDA                | Voordien burgemeester van Valkenisse. |                                                                 |
| 16 januari 2006 - 31 januari 2023  | Rob (R.J.) van der Zwaag                     | Geleen, 10 januari 1962                                          | CDA                | |                                                                 |
| 1 februari 2023 - heden            | Frederiek (F.J.) van Doesburg-Schouwenaar    | Hoorn, 1980                                                      | VVD                | |                                                                 |
| 8 november 2023 - 14 maart 2024    | Jon (J.H.M.) Hermans-Vloedbeld               | Hengelo, 30 januari 1954                                         | VVD                | waarnemend burgemeester wegens zwangerschaps- en bevallingsverlof van burgemeester Frederiek Schouwenaar                                                                          | Jon Hermans-Vloedbeld                                           |